# Deltora Quest (anime)
A Deltora Quest (デルトラ・クエスト; Derutora Kueszuto; Hepburn: Derutora Kuesuto) japán animesorozat, amely Emily Rodda ausztrál írónő azonos című gyermekkönyv-sorozatán alapszik. A Genco, az OLM, Inc. és a SKY Perfect Well Think gyártásában készült. Japánban a TV Aichi vetítette 64 epizódon keresztül 2007. január 6. és 2008. március 29. között. A sorozat 52 részes angol változatát számos országban bemutatták, Ausztráliában, Új-Zélandon és Pakisztánban is.
Magyarországon is az 52 részes változat volt látható magyar szinkronnal az Animaxon.

## Cselekmény
Deltora egykoron virágzó városát hatalmába kerítette a gonosz. Az Árnyak Ura megirigyelte az emberek boldogságát, és elüldözve a királyt, átvette a hatalmat Deltora felett, szegénységbe, sötétségbe és kétségbeesésbe taszítva azt. Az ifjú Lief a kovács fia, barátai a rendíthetetlen, és hűséges Barda, a kissé vadóc, de gyönyörű Jázmin, hogy megszabadítsák Deltora népét, veszélyes küldetésre indulnak. Össze kell gyűjteniük a hét varázserejű követ (gyémánt, smaragd, lapis lazuli, topáz, opál, rubint és ametiszt), hogy ezek erejével visszatérhessen Deltora valódi, jogos uralkodója. Csakhogy a hét követ hét veszélyes őrző őrzi a királyság legkülönbözőbb, és legveszélyesebb helyein, de a három hőst semmi sem tudja megtántorítani, így hát elindulnak, egy kalandokkal teli útra, hol nem csak a fegyvereiket és harc tudásukat kell használni, hanem éles eszüket is.